# Jaakko Hintikka

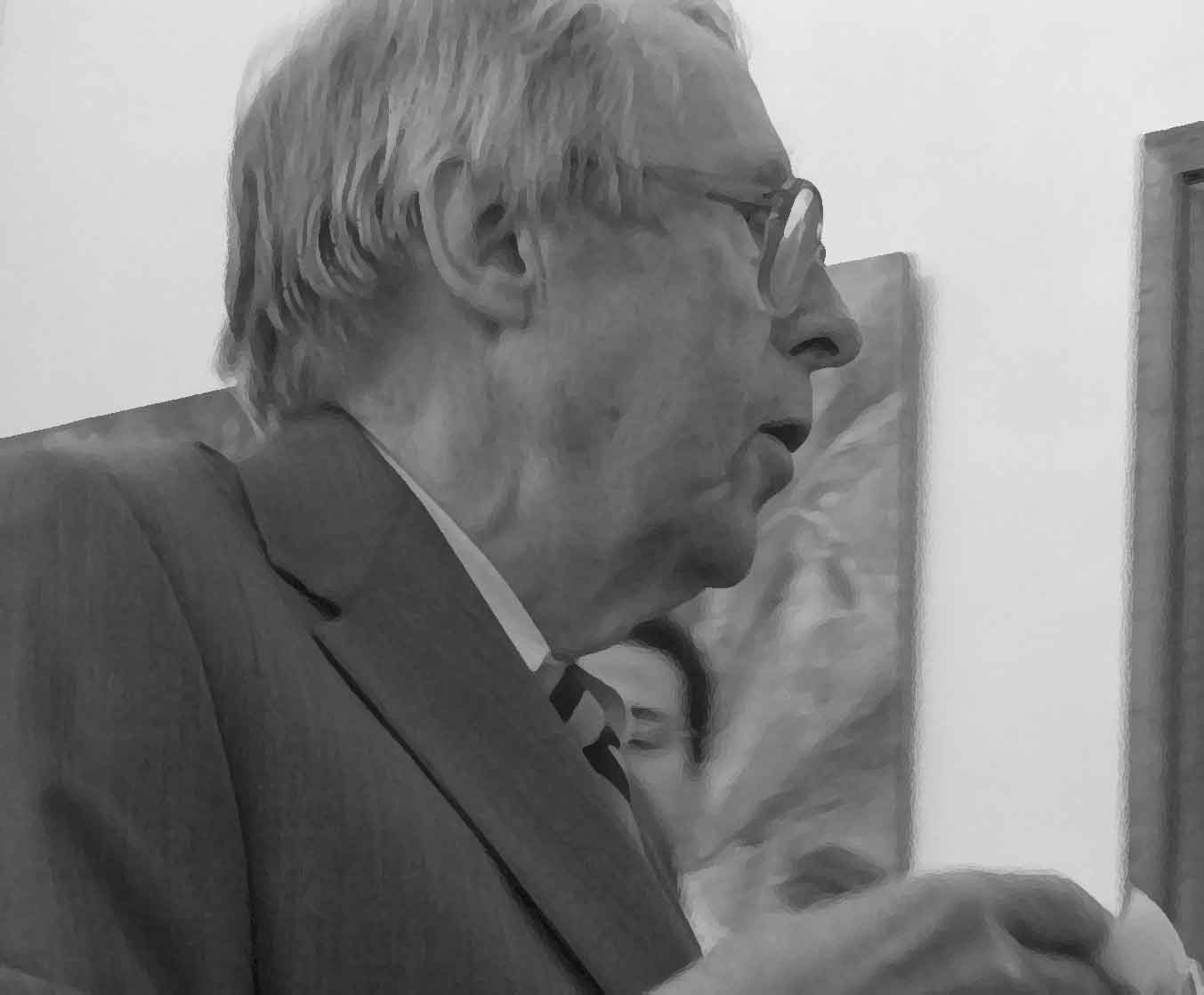
Jaakko Hintikka en 2006.

Jaakko Hintikka, né le 12 janvier 1929 à Vantaa et mort le 12 août 2015 à Porvoo, est un philosophe et logicien finlandais.

## Biographie
Connu pour être le principal artisan de la théorie sémantique des jeux (game-theoretical semantics) et pour avoir enseigné dans les universités d'Helsinki, de Stanford, de Floride et de Boston, Hintikka est l'auteur de plus de quatre cent cinquante articles et de plus de cinquante livres. Il a reçu de nombreux prix dont, en 2005, le prix Rolf Schock (logique et philosophie) pour ses contributions pionnières en matière d'analyse logique des concepts modaux, en particulier les concepts de connaissance et de croyance. Selon Pascal Engel, « sa conception de la philosophie comme investigation des combinatoires du langage et de la pensée est l'une des plus originales aujourd'hui. »
Jaakko Hintikka est un ancien élève de Georg Henrik von Wright.

## Logique IF
Il est l'auteur avec Gabriel Sandu, dont il a dirigé la thèse, de la logique IF (en) (independence-friendly logic) qui est une logique avec quantificateurs ramifiés (en). Celle-ci a un pouvoir expressif supérieur à la logique du premier ordre et est considérée par Hintikka, avec une certaine virulence polémique, dans Les Principes des mathématiques revisités, comme la logique à utiliser pour asseoir les mathématiques.

## Distinctions
- Docteur honoris causa de l'université Jagellonne de Cracovie en 1995[3].
- Membre (et président[réf. nécessaire]) de l'Institut international de philosophie[4].

## Œuvre
- Knowledge and Belief. An Introduction to the Logic of the Two Notions, Ithaca / London, Cornell University Press, 1962.
- J. Hintikka & P. Suppes, Aspects of Inductive Logic, Amsterdam, North-Holland Publishing Company, 1966.
- "Wittgenstein on private language: some sources of misunderstanding", Mind 78/1969, p. 423-425.
- Models for Modalities. Selected Essays, Dordrecht, Reidel, 1969.
- D. Davidson & J. Hintikka (eds.), Words and Objections : Essays on the Work of W.V. Quine, Dordrecht, Reidel, 1969.
- Logic, Language-Games and Information. Kantian Themes in the Philosophy of Logic, Oxford, Clarendon Press, 1973.
- Time and Necessity: Studies in Aristotle's Theory of Modalities, Oxford, Clarendon Press, 1973.
- "Quantifiers vs Quantification Theory", Dialectica, vol. 27, no 3-4/1973.
- J. Hintikka, J.M.E Moravcsik, P. Suppes (eds.), Approaches to Natural Language: Proceedings of the 1970 Stanford Workshop on Grammar and Semantics, Dordrecht, Reidel, 1973.
- Induzione, Accettazione, Informazione, édité et traduit par : Marco Mondadori et Paolo Parlavecchia, Bologna, il Mulino, 1974.
- Knowledge and the Known : Historical Perspectives in Epistemology, Dordrecht, Reidel,1974.
- The Method of Analysis (avec Unto Remes), Dordrecht, Reidel, 1974.
- The Intentions of Intentionality and Other new Models for Modalities, Dordrecht, Reidel, 1975.
- Rudolph Carnap, Logical Empiricist. Materials and Perspectives, edited by J. Hintikka, Dordrecht, Reidel, 1975.
- The Semantics of Questions and the Questions of Semantics, Acta philosophica fennica, 28, 4/1976, 200 p.
- "Quine vs Peirce ?", Dialectica, 30/1976, p. 7-8.
- Butts Robert E., Hintikka Jaakko, dir., Logic, Foundations of Mathematics, and Computability Theory : Proceedings of the Fifth International Congress of Logic, Methodology, and Philosophy of Science, Part 1, Dordrecht / Boston, Reidel, 1977.
- Butts Robert E., Hintikka Jaakko, dir., Foundational problems in the special sciences : Proceedings of the Fifth International Congress of Logic, Methodology, and Philosophy of Science, Part 2, Dordrecht / Boston, Reidel, 1977.
- Butts Robert E., Hintikka Jaakko, dir., Basic problems in methodology and linguistics : Proceedings of the Fifth International Congress of Logic, Methodology, and Philosophy of Science, Part 3, Dordrecht / Boston, Reidel, 1977.
- Butts Robert E., Hintikka Jaakko, dir., Historical and Philosophical Dimensions of Logic Methodology and Philosophy of Science : Proceedings of the Fifth International Congress of Logic, Methodology, and Philosophy of Science, part 4, Dordrecht / Boston, Reidel, 1977.
- Jaakko Hintikka, Esa Saarinen (ed.), Essays on Mathematical and Philosophical Logic: Proceedings of the Fourth Scandinavian Logic Symposium and of the First Soviet-Finnish Logic Conference (Jyväskylä, Finland, June 29-July 6, 1976), Dordrecht, Reidel, 1979.
- Game-Theoretical Semantics: Essays on Semantics by Hintikka, Carlson, Peacocke, Rantala and Saarinen], Esa Saarinen (ed.), Dordrecht, Reidel, 1979.
- "Questions de réponses et bien d'autres questions encore" in: Langue française, 52/1981. L'interrogation. p. 56-69.
- " Game-Theoretical Semantics : Insights and Prospects ", Notre Dame Journal of Formal Logic, Volume 23, Number 2, April 1982, p. 219-241.
- The Game of Language: Studies in Game-Theoretical Semantics and its Applications (avec Jack Kulas), Dordrecht, Reidel, 1983.
- Lucia Vaina & Jaakko Hintikka (eds), Cognitive Constraints on Communication: Representations and Processes, Dordrecht, Kluwer Academic Publishers, 1983.
- Anaphora and Definite Descriptions. Two Applications of Game-Theoretical Semantics, (avec Jack Kulas), Dordrecht, Reidel, 1985.
- "Sémantique des attitudes propositionnelles", trad. Dan Savastovski, in Linx, 13/1985, Sujet, forme, sens, p. 92-124.
- "A Spectrum of Logics of Questioning", Philosophica, 35/1985, p. 135-150.
- « Cogito ergo sum : inférence ou performance ? », Philosophie, 6/1985, p. 21-51.
- Investigating Wittgenstein, (avec Merril B. Hintikka), Oxford, Basic Blackwell, 1986, trad. fr. : Investigations sur Wittgenstein, Liège, Mardaga, 1991.
- "Self-profile", in Bogdan, Radu J.(ed.), Jaakko Hintikka, Kluwer Academic Publishers, 1987.
- « Comment je vois la philosophie », in Encyclopédie philosophique, éd. A. Jacob, Paris, PUF, 1987.
- « Le logicien incontinent d'Aristote », in Aristote aujourd'hui, Mohammed Allal Sinaceur (dir.), Erès / Unesco, 1988, p. 94-112.
- “Is Truth Ineffable ?”, in Les Formes actuelles du vrai, Entretiens de Palerme, 1985, Enchiidion, Palermo, 1989, p. 89-120.
- L'Intentionnalité et les mondes possibles, trad. par Nadine Lavand, Presses universitaires de Lille, 1989, réédité dans une version augmentée d'une postface à Villeneuve d'Ascq, Presses universitaires du Septentrion, 2011.
- (avec Gabriel Sandu) On the Methodology of Linguistics. A Case Study, Oxford, Basic Blackwell, 1991.
- (avec James Bachman) What if... ? Toward Excellence in Reasoning, Mountain View (California), Mayfield Publishing Company, 1991., 465 p.
- Eseje Logiczno-filozoficzne, Wydawnictwo naukowe PWN, Warsaw, 1992.
- “Carnap's Work in the Foundations of Logic and Mathematics in a Historical Perspective”, Synthese, 93/1992, p. 167-189.
- Fondements d'une théorie du langage, Paris, Presses universitaires de France, 1994.
- La vérité est-elle ineffable ?, Combas, éditions de l'Éclat, 1994.
- Aspects of Metaphor, J. Hintikka (dir.), Dordrecht, Kluwer Academic Publishers, 1994.
- « Husserl : la dimension phénoménologique », Les Études philosophiques, Paris, PUF, 1/1995, p. 39-64.
- “Game-Theoretical Semantics”, dans J. van Benthem et A. ter Meulen (eds), Handbook of Logic and Language, Cambridge, Mass., MIT Press, 1996, p. 361-410.
- The Principles of Mathematics Revisited, Cambridge, Cambridge University Press, 1996.
- Ludwig Wittgenstein. Half-Truths and One-and-a-Half-Truths, Selected Papers 1, Dordrecht / Boston / Londres, Kluwer Academic, 1996.
- La Philosophie des mathématiques chez Kant. La structure de l'argumentation transcendantale, trad. Corinne Hoogaert, Paris, Presses universitaires de France, 1996.
- Lingua Universalis vs Calculus Ratiocinator : An Ultimate Presupposition of Twentieth-Century Philosophy. Selected Papers 2, Dordrecht / Boston / Londres, Kluwer Academic, 1996.
- “No Scope for Scope?”, Linguistics and Philosophy, 5/1997, p. 515-544.
- Language, Truth and Logic in Mathematics, Selected Papers 3, Dordrecht / Boston / Londres, Kluwer Academic, 1997.
- Paradigms for Language Theory and Other Essays, Selected Papers 4, Dordrecht / Boston / Londres, Kluwer Academic, 1997.
- « La philosophie contemporaine et le problème de la vérité », in Elisabeth Rigal (ed.), Jaakko Hintikka. Questions de logique et de phénoménologie, Paris, Vrin, 1998, p. 47-67.
- « La connaissance reconnue. La connaissance de propositions par opposition à la connaissance d'objets », in Elisabeth Rigal (ed.), Jaakko Hintikka, op. cit., p. 99-126.
- « L'idée de phénoménologie chez Wittgenstein et Husserl », in Elisabeth Rigal (ed.), Jaakko Hintikka, op. cit., p. 199-222.
- (avec G. Sandu) « La vérité est au fond du puits : Frege et les interprétations standard et non standard H », in M. Marion et A. Voizard, Frege, Logique et philosophie, Montréal, Harmattan, 1998, p. 171-209.
- Inquiry as Inquiry. A Logic of Scientific Discovery, Selected Papers 5, Dordrecht / Boston / Londres, Kluwer Academic, 1999.
- « De la mission éducative de la philosophie » suivi de « Entretien avec Jaakko Hintikka » par Elisabetta Arosio, Diogène, 192/2000.
- « Une épistémologie sans connaissance et sans croyance », conférence donnée à l'occasion de la première Journée de la philosophie, à l'Unesco, le 21 novembre 2002 et publiée par Meysonnier / Unesco en 2004.
- (avec Merrill B. Hintikka) “How Can Language Be Sexist?”, in Sandra Harding & Merrill B. Hintikka, Discovering Reality, 2003, p. 139-148.
- “What Does the Wittgensteinian Inexpressible Express?”, The Harvard Review of Philosophy, 11/2003, p. 9-17.
- Analyses of Aristotle, Selected Papers 6, Dordrecht / Boston / Londres, Kluwer Academic Publishers, 2004.
- « Les différentes identités de l'identité. Essai critique et historique », Bulletin de la Société française de philosophie, 4/2004, Paris, Vrin.
- “Kurt Gödel: an introduction”, in Meyer Michel, dir. Revue internationale de philosophie : Kurt Gödel, Bruxelles, 2005, p. 451-457.
- « La philosophie finnoise chez elle et à l'étranger », Diogène, 3/2005, p. 48-55.
- “What platonism? Reflections on the thought of Kurt Gödel”, in Meyer Michel, dir. Revue internationale de philosophie : Kurt Gödel, 2005, p. 535-552.
- “Intellectual Autobiography”, in The Philosophy of Jaakko Hintikka (The Library of Living Philosophers), Auxier, R. E., and Hahn, L. (ed.), Open Court, 2006, p. 3-84.
- « Les phénoménologues ou les aventuriers de la forme perdue », dans Cahiers de l'Herne, Ricoeur I, [2004], Point-Seuil, 2007, p. 219-238.
- Socratic Epistemology. Explorations of Knowledge-Seeking by Questioning, Cambridge, Cambridge University Press, 2007.
- Les Principes des mathématiques revisités, Paris, Vrin, coll. Mathesis, 2007  (ISBN 978-2-7116-1739-5).
- « Que le “vrai” Wittgenstein se présente donc ! », in E. Rigal (ed.), Wittgenstein, état des lieux, Paris, Vrin, 2008, p. 105-135.
- « René pense, donc Cartesius existe », Figures du cogito, Xavier Kieft (dir.), Cahiers de philosophie de l'université de Caen, 50/2013, p. 107-120.
- (avec Merrill B. Hintikka) « Sherlock Holmes affronte la logique moderne. Vers une théorie de la recherche d'information par le questionnement », 1982, traduit par D. Vernant, in Umberto Eco et Thomas A. Sebeok, Le Signe des trois. Dupin, Holmes, Peirce, Liège [traduction de The Sign of Three. Dupin, Holmes, Peirce, University Press of Indiana, 1983], Presses universitaires de Liège, coll. "Clinamen", 2015, p. 177-194.
- « Sherlock Holmes formalisé », 1982, traduit par D. Vernant, in Umberto Eco et Thomas A. Sebeok, Le Signe des trois. Dupin, Holmes, Peirce, Liège [traduction de The Sign of Three. Dupin, Holmes, Peirce, University Press of Indiana, 1983], Presses universitaires de Liège, coll. « Clinamen », 2015, p. 195-203.

## Études critiques et prolongements passés et actuels
- Raymond E. Olson et Antony M. Paul (eds.), Comtemporary Philosophy in Scandinavia, Introduction by G. H. von Wright, Baltimore/London, The Johns Hopkins Press, 1972.
- Francis Jacques, Dialogiques, Paris, PUF, t. 1 : 1979, t. 2 : 1985.
- Essays in Honour of Jaakko Hintikka, ed. by E. Saarinen, R. Hilpinen, I. Niiniluoto and M. B. Provence Hintikka, Dordrecht, Reidel, 1979.
- Michel Meyer, Découverte et justification en sciences : kantisme, positivisme et problématologie, Paris, Klincksieck, 1979.
- Michel Meyer, Logique, langage et argumentation, Paris, Hachette, 1982 (cf. chap. IV, "Hintikka ou les mondes possibles", p. 81-102).
- Noam Chomsky, Règles et représentations, Paris, Flammarion, 1985 (les pages 118-121 de ce texte prononcé en 1978 répondent à Hintikka sur la question de la remise en cause de la grammaire générative par la Thèse sur any).
- Bogdan, Radu J.(ed.), Jaakko Hintikka, Kluwer Academic Publishers, 1987.
- Noël Mouloud, Les assises épistémologiques du progrès scientifique. Structures et téléonomies dans une logique des savoirs évolutifs, Lille, PUL, 1989.
- Frédéric Nef, La Logique du langage naturel, Paris, Hermès, 1989.
- John Woods & Douglas Walton, Critique de l'argumentation. Logiques des sophismes ordinaires, Paris, Kimé, 1992.
- Matti Sintonen (eds.), Knowledge and Inquiry. Essays on Jaakko Hintikka's Epistemology and Philosophy of Science, Amsterdam, Rodopi, 1997.
- Sacha Bourgeois-Gironde, "Le cogito comme argument fondateur de la sémanticité des actes mentaux", Cahiers de Philosophie de l'Université de Caen, Pascal Engel (dir.), vol. 31-32, 1998.
- Élisabeth Rigal (ed.), Jaakko Hintikka. Questions de logique et de phénoménologie, Paris, Vrin, 1998.
- Michel Bourdeau, Pensée symbolique et intuition, Paris, PUF, 1999.
- Manuel Rebuschi, Peut-on dire ce qui n'est pas ? Objets mathématiques et autres fictions : sémantique et ontologie, Nancy, Université de Nancy 2 (Thèse), 2000.
- Juan-José Botero, " Le donné immédiat comme fondement et comme arrière-plan ", in J. Petitot, Francisco J. Varela, Bernard Pachoud et Jean-Michel Roy, Naturaliser la phénoménologie. Essais sur la phénoménologie contemporaine et les sciences cognitives, Paris, CNRS éditions, 2002, p. 577-607.
- Sandra Harding & Merrill B. Hintikka, Discovering Reality, Feminist Perspectives on Epistemology, Metaphysics, Methodology, and Philosophy of Science, Second edition, Dordrecht, Springer, 2003.
- Andrezj Wisniewski, "Erotetic Search Scenarios", Synthese, vol. 134, 2003, p. 389-427.
- " Logique et théorie des jeux ", Manuel Rebuschi et Tero Tulenheimo ed.), Philosophia Scientiae, 2/2004, Paris, Kimé.
- Jean-Baptiste Jeangène Vilmer, " Cogito, ergo sum : induction et déduction", Archives de Philosophie, 67/2004, p. 51-63.
- J. C. Bradfield, « On independence-friendly fixpoint logics », Philosophia Scientiæ, 8-2/2004, p. 125-144.
- Daniel Kolak & John Symons (eds), Quantifiers, Questions and Quantum Physics. Essays on the Philosophy of Jaakko Hintikka, Dordrecht, Springer, 2004.
- Denis Bonnay, « Independence and games », Philosophia Scientiæ, 9-2/2005, p. 291-300.
- Philippe de Rouilhan, " Note sur l'ordre de IF : Hintikka a-t-il véritablement découvert la véritable logique élémentaire ? ", Philosophia Scientiae, 9-1 / 2005, Varia.
- The Philosophy of Jaakko Hintikka (The Library of Living Philosophers), Auxier, R.E., and Hahn, L. (ed.), Open Court, 2006.
- Christine Van Geen, "Wittgenstein. Le principe de la signification", in B. Mabille (dir.), Le principe, Paris, Vrin, 2006, p. 187-210.
- Ahti-Veikko Pietarinen, Signs of Logic: Peircean Themes on the Philosophy of Language, Games, and Communication, Dordrecht, Springer, 2006.
- Tuomo Aho and Ahti-Veikko Pietarinen (ed.), Truth and games: Essays in honour of Gabriel Sandu, Acta Philosophica Fennica, vol. 78. Societas Philosophica Fennica, Helsinki, 2006.
- Laurent Keiff, Le Pluralisme Dialogique, Lille, Université de Lille III (Thèse), 2007.
- Fabien Schang, Philosophie des modalités épistémiques. La logique assertorique revisitée, Nancy, Université de Nancy 2 (Thèse), 2007.
- Ahti-Veikko Pietarinen (ed.), Game Theory and Linguistic Meaning, Leyde, Brill, 2007.
- Paul Gochet et Philippe de Rouilhan, Logique épistémique et philosophie des mathématiques (1re Conférences Pierre Duhem de la Société de Philosophie des Sciences), Paris, Vuibert, 2007.
- Paul Gochet, compte rendu de : R.E. Auxier et L. Hahn (dir.), The Philosophy of Jaakko Hintikka (The Library of Living Philosophers, Open Court, 2006) dans la revue Diogène (no 224, 4/2008, p. 119-145).
- Christiane Chauviré, L'œil mathématique. Essai sur la philosophie mathématique de Peirce, Paris, Kimé, 2008.
- Sébastien Richard, La conception sémantique de la vérité d'Alfred Tarski à Jaakko Hintikka, Louvain-la-Neuve, Academia-Bruylant, 2008.
- Thomas Barrier, « Sémantique selon la théorie des jeux et situations de validation en mathématiques », Éducation et didactique, 3/2008.
- Manuel Rebuschi, "Contenu de choix, mécanisme et fonctions de choix", Philosophie, no 100, 2008, p. 77-94.
- Emmanuel Genot, " The Game of Inquiry: The Interrogative Approach to Inquiry and Belief Revision Theory", Synthese, vol.171, 2009, p. 271-289.
- Emmanuel Genot, Jeux d'enquête. Le modèle interrogatif d'enquête de Hintikka et la théorie de la révision des croyances, Lille, Université de Lille 3 (Thèse), 2009.
- Emmanuel Genot et Justine Jacot, "How Can Yes-No Questions Be Informative?", 2009 (ESSLLI09)
- Thomas Barrier, Une perspective sémantique et dialogique sur l'activité de validation en mathématiques, Lyon, Université Claude Bernard – Lyon 1 (Thèse), 2009.
- Nadine Lavand, "La reconstruction de l'intuition kantienne dans l'œuvre de Hintikka", in Actes du colloque "Kant et les mathématiques", Cahiers philosophiques de Strasbourg, no 26, 2009, p. 237-261.
- " Hintikka. With his replies " (Michel Meyer dir.), Revue internationale de philosophie, 4/2009.
- Ondrej Majer, Ahti-Veikko Pietarinen, Tero Tulenheimo (dir.), Games: Unifying Logic, Language, and Philosophy, Dordrecht, Springer, 2009.
- Matthieu Gallais, "Modèles scientifiques comme fictions: propriétés et fonctions hintikkiennes", in "Concept(s) et fiction(s)", Klesis - Revue philosophique, 23/2012.
- Christiane Chauviré, "Pears vs Hintikka (en hommage à David Pears"), in Ch. Chauviré et Sabine Plaud, Lectures de Wittgenstein, Paris, Ellipses, 2012, p. 305-312.
- Ludovic Soutif et Guilherme Ghizoni da Silva, "La lecture phénoménologique hintikkienne de Wittgenstein : la dimension temporelle", in Ch. Chauviré et Sabine Plaud, Lectures de Wittgenstein, Paris, Ellipses, 2012, p. 285-304.
- Emmanuel Genot et Justine Jacot, "How questions be Informative Before there are Answered ? Strategic Information in Interrogative Games", Episteme, vol. 9, 2012, no 2, p. 189-204.
- Dermot Moran et Nicole G. Albert, " Réponse à Jaakko Hintikka ", Diogène, 2/2013, p. 26-49.
- Laurence Bouquiaux, François Dubuisson, Bruno Leclercq, "Modèles épistémologiques pour le métalangage", in Que peut le métalangage ?, SIGNATA, Annales des sémiotiques, 4/2013, Liège, Presses Universitaires de Liège, p. 15-52.
- Matthieu Fontaine, Argumentation et engagement ontologique. Être, c'est être choisi. Londres, College Publications, 2013.
- Nicolas Clerbout, La sémantique dialogique. Notions fondamentales et éléments de métathéorie, Volume 21 de Cahiers de logique et d'épistémologie, Londres, College Publications, 2014.
- Vincent Henridcks & John Symons, "Epistemic Logic", The Stanford Encyclopedia of Philosophy (Fall 2015 Edition), Edward N. Zalta (ed.), URL = <http://plato.stanford.edu/archives/fall2015/entries/logic-epistemic/>.
- Francesca Poggiolesi, « Are the Validities of Modal Logic Analytic ? Or Analyticity Again, through Information, Proof, Modal Logic and Hintikka », Philosophia Scientiæ, 19-2/2015, p. 221-243.
- Radmila Jovanovic, Hintikka's Take on Realism and the Constructivist Challenge, Londres, College Publications, 2015.
- Umberto Eco et Thomas A. Sebeok, Le Signe des trois. Dupin, Holmes, Peirce, Liège [traduction de The Sign of Three. Dupin, Holmes, Peirce, University Press of Indiana, 1983], Presses universitaires de Liège, coll. "Clinamen", 2015.
- Manuel Rebuschi, Questions d'attitudes. Essai de philosophie formelle sur l'intentionnalité, Paris, Vrin, 2017.
- Emmanuel Genot, Strategies of Inquiry. The 'Sherlock Holmes Sense of Deduction' Revisited, Synthese, 2017.
- Vincent Berne (éd.), "Penser avec Hintikka", Klesis - revue philosophique, 39/2018.
- Hans van Ditmarsh et Gabriel Sandu (ed.), Jaakko Hintikka on Knowledge and Game Theoretical Semantics, Springer international Publishing, 2018.